# Arkervaart (kanaal)
De Arkervaart verbindt de stad Nijkerk (Gelderland) met het Nijkerkernauw, een van de randmeren rond de Nederlandse provincie Flevoland.

## Geschiedenis
Begin achttiende eeuw is de Arkervaart aangelegd, door de Brede Beek te verbreden en te verdiepen. Die beek ontspong in het plaatsje Zwartebroek en meanderde naar de Zuiderzee. Een paar kilometer landinwaarts ontstond rond de beek het plaatsje Nijkerk; tussen 1703 en 1710 werd vanaf Nijkerk tot aan de Zuiderzee de beek (toen nog Arkergraft geheten) verdiept en verbreed met als resultaat de huidige Arkervaart.

Tijdens de Tweede Wereldoorlog werd door de Duitse bezetter een loopgravenstelsel met bunkers rond de Arkervaart aangelegd. Recent is de laatste bunker gesloopt.
Nabij de Arkersluis staat het in de achttiende eeuw gebouwde Sluishuis van het voormalige scholtambt Nijkerk. Het Sluishuis heeft dienstgedaan als tolhuis en als sluiswachterswoning.

## Huidige functie
Via de Arkersluis aan het Nijkerkernauw passeren op werkdagen rond de 5 à 6 schepen; in het weekeinde wordt de sluis niet bediend en ligt het verkeer stil. De vaart kent twee ophaalbruggen, een bij de sluis en een tweede op de verder landinwaarts gelegen rondweg (N301) door het gelijknamige industrieterrein Arkervaart.
Het verkeer faciliteert voornamelijk aanvoer van zand/grint en grondstoffen voor een veevoederfabriek en een asfaltcentrale.
Binnenvaartschepen hebben dankzij een verbreding van de vaart, de zwaaihaven, een paar honderd meter voor het einde van de haven een keermogelijkheid.

## Recreatie
Aan de rand van het Nijkerkernauw aan het begin van de Arkervaart ligt een jachthaven. Omdat de Arkervaart eindigt tegen de binnenstad van Nijkerk bestaan al langere tijd plannen voor verdere ontwikkeling van de haven, die momenteel qua functie beperkt is tot industriële activiteiten, op een paar evenementen na (intocht Sinterklaas en stoomschepen).

## Hengelsport
De Arkervaart is populair bij vissers, vanwege het stilstaande water en het geringe scheepvaartverkeer.